# Grand Prix automobile d'Espagne 2001
GP précédent GP suivant
Le Grand Prix automobile d'Espagne 2001 (Gran Premio Marlboro de España 2001), disputé sur le circuit de Catalogne à Barcelone en Espagne le 29 avril 2001, est la 668e épreuve de l'histoire du championnat du monde de Formule 1 courue depuis 1950 et la cinquième manche du championnat 2001.

## Déroulement
Michael Schumacher remporte la course alors que son retard sur Mika Häkkinen à l'entame du dernier tour est de quarante secondes. Le Finlandais est victime d'un problème d'embrayage et abandonne à environ 3 km de l'arrivée. Ce Grand Prix est également celui du premier podium de Juan Pablo Montoya et de l'équipe British American Racing par l'intermédiaire de Jacques Villeneuve.

## Classement
| Pos. | No | Pilote                | Écurie           | Tours | Temps/Abandon                      | Grille | Points |
| ---- | -- | --------------------- | ---------------- | ----- | ---------------------------------- | ------ | ------ |
| 1    | 1  | Michael Schumacher    | Ferrari          | 65    | 1 h 31 min 03 s 305 (202,592 km/h) | 1      | 10     |
| 2    | 6  | Juan Pablo Montoya    | Williams-BMW     | 65    | + 40 s 738                         | 12     | 6      |
| 3    | 10 | Jacques Villeneuve    | BAR-Honda        | 65    | + 49 s 626                         | 7      | 4      |
| 4    | 12 | Jarno Trulli          | Jordan-Honda     | 65    | + 51 s 253                         | 6      | 3      |
| 5    | 4  | David Coulthard       | McLaren-Mercedes | 65    | + 51 s 616                         | 3      | 2      |
| 6    | 16 | Nick Heidfeld         | Sauber-Petronas  | 65    | + 1 min 01 s 893                   | 10     | 1      |
| 7    | 9  | Olivier Panis         | BAR-Honda        | 65    | + 1 min 04 s 977                   | 11     |        |
| 8    | 17 | Kimi Räikkönen        | Sauber-Petronas  | 65    | + 1 min 19 s 808                   | 9      |        |
| 9    | 3  | Mika Häkkinen         | McLaren-Mercedes | 64    | Embrayage                          | 2      |        |
| 10   | 22 | Jean Alesi            | Prost-Acer       | 64    | + 1 tour                           | 15     |        |
| 11   | 23 | Luciano Burti         | Prost-Acer       | 64    | + 1 tour                           | 14     |        |
| 12   | 14 | Jos Verstappen        | Arrows-Asiatech  | 63    | + 2 tours                          | 17     |        |
| 13   | 21 | Fernando Alonso       | Minardi-European | 63    | + 2 tours                          | 18     |        |
| 14   | 7  | Giancarlo Fisichella  | Benetton-Renault | 63    | + 2 tours                          | 19     |        |
| 15   | 8  | Jenson Button         | Benetton-Renault | 62    | + 3 tours                          | 21     |        |
| 16   | 20 | Tarso Marques         | Minardi-European | 62    | + 3 tours                          | 22     |        |
| Abd. | 2  | Rubens Barrichello    | Ferrari          | 49    | Suspension                         | 4      |        |
| Abd. | 18 | Eddie Irvine          | Jaguar-Ford      | 48    | Moteur                             | 13     |        |
| Abd. | 5  | Ralf Schumacher       | Williams-BMW     | 20    | Sortie de piste (freins)           | 5      |        |
| Abd. | 15 | Enrique Bernoldi      | Arrows-Asiatech  | 8     | Pression d'essence                 | 16     |        |
| Abd. | 19 | Pedro de la Rosa      | Jaguar-Ford      | 5     | Collision                          | 20     |        |
| Abd. | 11 | Heinz-Harald Frentzen | Jordan-Honda     | 5     | Collision                          | 8      |        |

## Pole position et record du tour
- Pole position : Michael Schumacher en 1 min 18 s 201 (vitesse moyenne : 217,747 km/h).
- Meilleur tour en course : Michael Schumacher en 1 min 21 s 151 au 25e tour (vitesse moyenne : 209,831 km/h).

## Tours en tête
- Michael Schumacher : 39 (1-22 / 28-43 / 65)
- Mika Häkkinen : 26 (23-27 / 44-64)

## Statistiques
- 47e victoire pour Michael Schumacher
- 138e victoire pour Ferrari en tant que constructeur.
- 138e victoire pour Ferrari en tant que motoriste.
- 1er podium pour BAR.
- Il s'agit de la première course depuis la saison 1994 au cours de laquelle l'antipatinage est autorisé. Celui-ci sera à nouveau proscrit à partir de la saison 2008.